# 황영호
황영호(1960년 4월 27일 ~ )는 대한민국의 정치인이다.

## 학력
- 덕성국민학교 (졸업)
- 청주남중학교 (졸업)
- 세광고등학교 (졸업)
- 충북대학교 사회과학대학 행정학과 (졸업)

## 경력
- 충북대학교 총동문회 부회장
- 한나라당 충북도당 정책개발위원
- 태인산업개발(주)
- 2006.07 ~ 2010.06: 제8대 충청북도 청주시의회 의원
  - 2008.07 ~ 2010.06: 제8대 충청북도 청주시의회 기획행정위원회 위원장
- 2010.07 ~ 2014.06: 제9대 충청북도 청주시의회 의원
  - 2010.07 ~ 2012.06: 제9대 충청북도 청주시의회 전반기 부의장
- 2014.07 ~ 2018.06: 제1대 충청북도 (통합)청주시의회 의원
  - 2016.07 ~ 2018.06: 제1대 충청북도 청주시의회 후반기 의장
- 2021.07 : 국민의힘 충북도당 부위원장
- 2022.07 ~ : 제12대 충청북도의회 의원
  - 2022.07 : 제12대 충청북도의회 전반기 의장
  - 제12대 충청북도의회 후반기 건설환경소방위원회 위원
- ~ 2023.09: 제18대 대한민국시도의회의장협의회 부회장
- 2023.09 ~ 2024.06: 제18대 대한민국시도의회의장협의회 사무총장
- 2024.03~2024.04: 제22대 국회의원선거 국민의힘 충북도당 선거대책위원회 총괄본부장
- 2024.07~2025.07: 국민의힘 충북도당 중앙위연합회장
- 2025.05~2025.06 제21대 대통령 선거 국민의힘 김문수 대통령 후보 충북 선거대책위원회 부위원장

## 역대 선거 결과
|  | 21.62% |

|  | 20.25% |

|  | 43.84% |

|  | 28.28% |

|  | 63.56% |